# Dactylopusia jugurtha
Dactylopusia jugurtha is een eenoogkreeftjessoort uit de familie van de Dactylopusiidae. De wetenschappelijke naam van de soort is voor het eerst geldig gepubliceerd in 1891 door Blanchard & Richard.